# Luis Puenzo

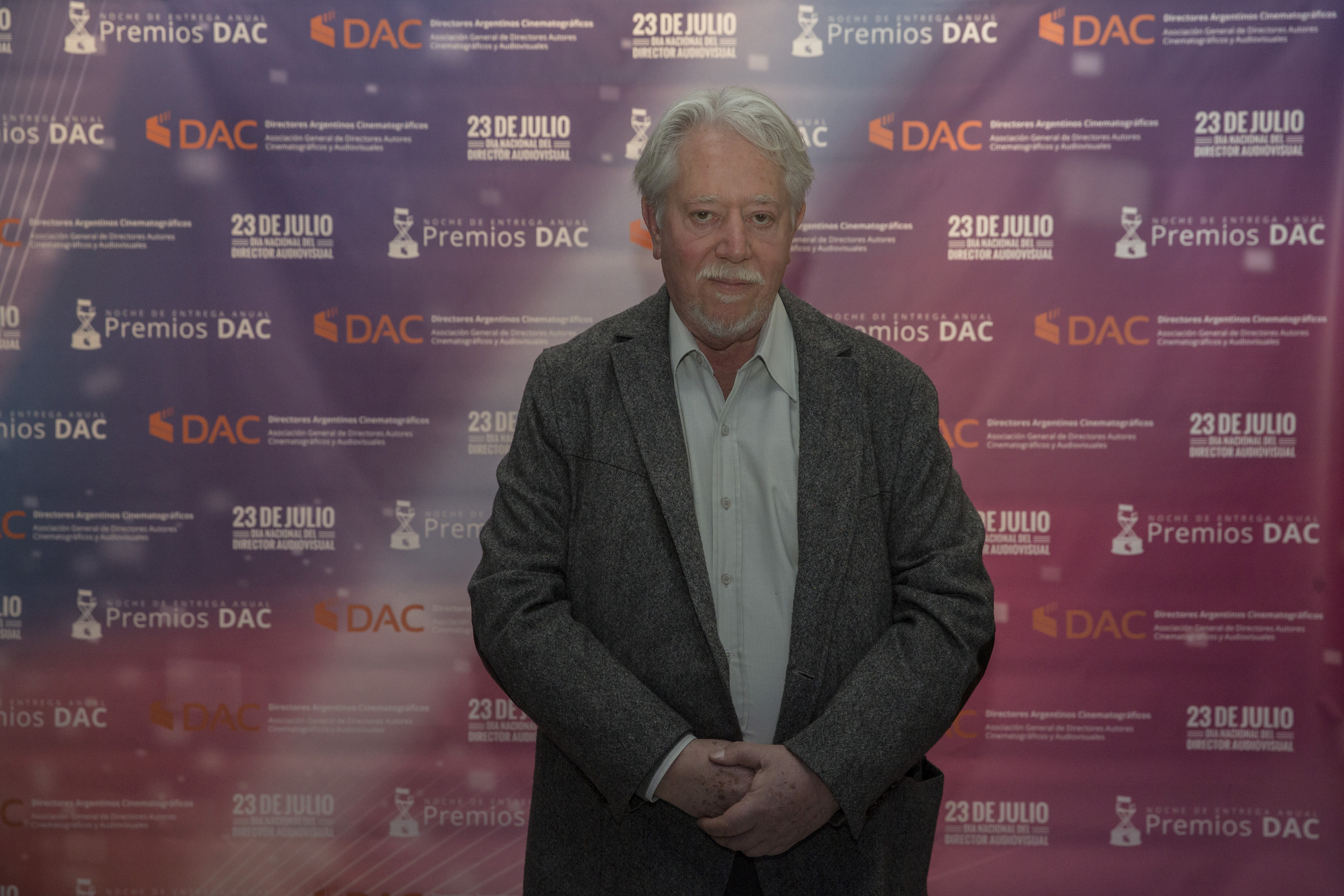
Luis Puenzo im Jahr 2016

Luis Puenzo (* 19. Februar 1946 in Buenos Aires, Argentinien) ist ein argentinischer Filmregisseur und Drehbuchautor.

## Leben
Luis Puenzo begann seine Karriere im Alter von 19 Jahren mit der Regie bei Werbefilmen. In diesem Genre war er später intensiv tätig und wurde als einer der bedeutendsten Regisseure auf diesem Gebiet wahrgenommen. Im Jahr 1968 gründete er mit Luis Puenzo Cine seine erste eigene Produktionsfirma. Im Jahr 1973 drehte er mit dem Kinderfilm Luces de mis zapatos seinen ersten Spielfilm.
Den internationalen Durchbruch und gleichzeitig den Höhepunkt seiner Karriere markiert Puenzos Film Die offizielle Geschichte aus dem Jahr 1985. In der Kategorie Bester fremdsprachiger Film wurde Puenzos Werk 1986 sowohl mit dem Oscar als auch mit dem Golden Globe ausgezeichnet. Neben weiteren Auszeichnungen für den Film und Puenzos Regieleistung erhielt auch die Hauptdarstellerin Norma Aleandro Preise für Die offizielle Geschichte, unter anderem als beste Darstellerin bei den Filmfestspielen von Cannes 1985 sowie den David di Donatello als beste ausländische Darstellerin.
Für seinen 1989 in den Vereinigten Staaten produzierten Abenteuerfilm Old Gringo mit Gregory Peck und Jane Fonda erhielt er gemischte Kritiken. Jane Fonda wurde 1990 in der Kategorie Schlechteste Schauspielerin für den Negativpreis Goldene Himbeere nominiert.
Im Jahr 2004 gehörte er zu den Gründungsmitgliedern der wiedererrichteten argentinischen Filmakademie Academia de las Artes y Ciencias Cinematográficas de la Argentina. In den folgenden Jahren trat er nicht mehr als Regisseur und nur gelegentlich als Produzent in Erscheinung, zuletzt im Jahr 2017 mit Los últimos.
Luis Puenzo ist Präsident des argentinischen Filminstituts INCAA.
Seine Tochter Lucía Puenzo arbeitet ebenfalls als Regisseurin.

## Filmografie
- 1973: Luces de mis zapatos
- 1975: Las sorpresas
- 1985: Die offizielle Geschichte (La historia oficial)
- 1989: Old Gringo
- 1991: Die Pest (La peste)
- 2004: La puta y la ballena